# Heptalogija
Heptalogija (grč. ἑπτα-, hepta- i -λογία, -logia) je pojam koji označava skup sedam umjetničkih dijela koja su međusobno povezana temom ili radnjom. Među poznatijim književnim heptalogijama jesu U traganju za izgubljenim vremenom Marcela Prousta, Narnijske kronike C. S. Lewisa, Will Wilder Raymonda Arroya, Tamni toranj i Harry Potter J. K. Rowling.